# Galenia prostrata
Galenia prostrata är en isörtsväxtart som beskrevs av Schellenberg och Schlechter. Galenia prostrata ingår i släktet galenior, och familjen isörtsväxter. Inga underarter finns listade i Catalogue of Life.